# قسم زيارت الريفي (مقاطعة دشتستان)
قسم زيارت الريفي (بالفارسية: دهستان زیارت) هي قسم تقع في إيران في قسم. يقدر عدد سكانها بـ 6,881 نسمة .